# Alois Dolinar

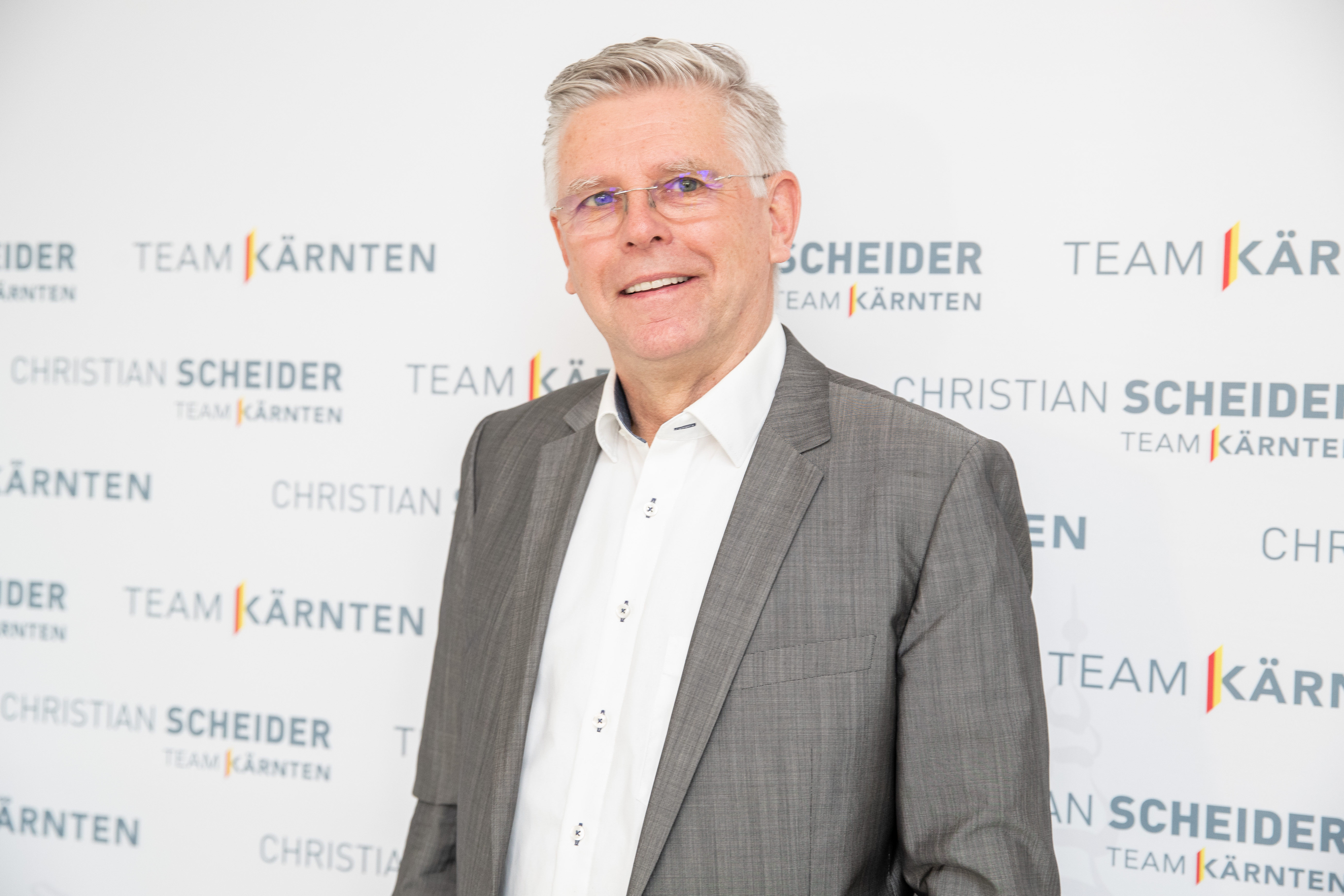
Alois Dolinar (2021)

Alois Dolinar (* 22. Mai 1955 in Spittal an der Drau) ist ein österreichischer Politiker (TS bzw. Team Kärnten) und Lehrer. Er war im Jahr 2013 Abgeordneter zum Kärntner Landtag und bekleidete Von März 2021 bis Februar 2024 das Amt des Zweiten Vizebürgermeisters der Landeshauptstadt Klagenfurt am Wörthersee. Er ist Angehöriger der slowenischen Volksgruppe in Kärnten.

## Ausbildung und Beruf
Alois Dolinar legte im Jahr 1973 die Matura am BG/BRG für Slowenen in Klagenfurt ab. Er begann im Anschluss ab 1974 ein Sportstudium für Lehramt und studierte parallel Slawistik im Lehramt für Slowenisch sowie Dolmetsch in den Sprachen Slowenisch und Deutsch mit einem Auslandsstipendium an der Universität Ljubljana und feierte 1980 seine Sponsion mit der Verleihung des akademischen Grades eines Magister an der Universität Graz. In der Folge wurde Dolinar 1980 Lehrer am BG/BRG für Slowenen, an dem er selbst maturiert hatte, und arbeitete ab 1984 zudem als Allgemein beeideter und gerichtlich zertifizierter Dolmetscher. Dolinar war zwischen den Jahren 1985 und 1997 auch Lehrer am BG/BRG Mössinger Straße und ist seit 1985 zudem
Inhaber und Leiter des „Übersetzungsbüros Mag. Dolinar“. Er engagierte sich ab 1989 als Einführungslehrer für das Unterrichtspraktikum und war zwischen 1995 und 1997 am Pädagogischen Institut des Bundes in Kärnten (PH) zuständig für die Lehrerfortbildung und Lehrerweiterbildung im zweisprachigen Schulwesen. Des Weiteren ist er seit 1995 als Leiter von Seminaren in der Lehrer-Fort- und Weiterbildung aktiv, arbeitete von 1995 bis 1999 als Mitglied der Prüfungskommission für Lehrämter an Pflichtschulen und begann 1997 mit der Leitung von bilateralen und multilateralen Seminaren und Lehrgängen. Zudem unterrichtete er zwischen 2004 und 2006 als Lehrer an der Volkshochschule Villach sowie Spittal an der Drau. Seit 2005 ist Dolinar eingetragener Mediator und seit 2008 Allgemein beeideter und gerichtlich zertifizierter Sachverständiger für alpinen Skilauf, Küsten-, Binnen- und Seeschifffahrt sowie Sportverletzungen.

## Politik und Funktionen
Dolinar ist seit 1989 Obmann des „Yacht Club Korotan“ und war von 1991 bis 1999 Vizepräsident des „Slowenischen Weltkongresses“. Er ist seit dem 1. September 2012 Mitglied im Team Stronach und kandidierte für das Team Stronach bei der Landtagswahl 2013 auf Platz 1 im Wahlkreis Klagenfurt, woraufhin er am 28. März 2013 als Landtagsabgeordneter angelobt wurde. Er war damit einer von zwei Kärntner Landtagsabgeordneten mit slowenischer Muttersprache. Bereits im Juli 2013 legte er jedoch sein Landtagsmandat aus gesundheitlichen Gründen zurück. Bei der Gemeinderats- und Bürgermeisterwahlen in Kärnten 2021 kandidierte Dolinar auf der Liste des Team Kärnten unter Führung des vormaligen Bürgermeisters Christian Scheider für den Klagenfurter Gemeinderat. Nachdem Scheider die Stichwahl um das Bürgermeisteramt für sich entscheiden konnte, wurde Dolinar als Zweiter Vizebürgermeister vorgestellt. Zu seinen Agenden gehörten Wohnung, Sanierung, Neubau, Klima- und Umweltschutz, Energie und Europäische Angelegenheiten. Parteiintern war ein Rücktritt Dolinars Ende 2023 vereinbart worden, der dann auf die Mitte der Funktionsperiode Ende März 2024 verschoben wurde. Im Jänner 2024 kritisierte ein Bericht des Landesrechnungshofes Unregelmäßigkeiten bei der Vergabe von Sozialwohnungen in Klagenfurt, in weiterer Folge wurde bekannt, dass Dolinars Sohn trotz niedriger Bedarfseinstufung in kürzester Zeit eine Wohnung bekommen hatte. Angesichts der Vorwürfe zog sich Dolinar im Februar 2024 aus der Stadtregierung zurück, erhielt aber einen Sitz im Gemeinderat. Sein Nachfolger als Vizebürgermeister wurde Alexander Kastner.